# Ockley
Ockley – wieś w Anglii, w hrabstwie Surrey, w dystrykcie Mole Valley. Leży 44 km na południe od centrum Londynu. Miejscowość liczy 852 mieszkańców.